# Alphitonia petriei
Alphitonia petriei är en brakvedsväxtart som beskrevs av Kenneth William Braid och C. T. White. Alphitonia petriei ingår i släktet Alphitonia och familjen brakvedsväxter. Inga underarter finns listade i Catalogue of Life.